# Roberto Mosquera i Castell
Roberto Mosquera i Castell és un escriptor nascut a Palma (Mallorca) l'any 1958. Des de 1974 resideix a Madrid, on exerceix la professió d'arquitecte. És autor dels llibres de poesia Tratado de los sentidos (1982) i El lugar ausente (1999). Com a crític literari ha publicat els assajos Llorenç Villalonga polemista (2005, en col·laboració amb Antoni Nadal), L'àngel adolescent. Vida i poesia de Bartomeu Rosselló-Pòrcel (2008), Rosselló-Pòrcel: Vida i poesia (2013) i Mots, drings, sons: Iniciació a la poesia de Bartomeu Fiol (2014, en col·laboració amb Antoni Nadal) i Kafka. El abismo de la literatura (2021). És autor del pròleg i la selecció de l'antologia poètica de Rosselló-Pòrcel Tempestat de flama (2012).